# Kleptochthonius krekeleri
Espèce
Kleptochthonius krekeleri est une espèce de pseudoscorpions de la famille des Chthoniidae.

## Distribution
Cette espèce est endémique du Kentucky aux États-Unis. Elle se rencontre dans la grotte Yarberry's Cave dans le comté d'Adair, dans la grotte Betsy Cave dans le comté de Powell et dans la grotte Great Saltpeter Cave dans le comté de Rockcastle.

## Description
La femelle paratype mesure 2,35 mm, les mâles mesurent de 1,75 à 2,12 mm et les femelles de 2,20 à 2,60 mm.

## Étymologie
Cette espèce est nommée en l'honneur du biospéléologue Carl H. Krekeler.

## Publication originale
- Muchmore, 1965 : North American cave pseudoscorpions of the genus Kleptochthonius, subgenus Chamberlinochthonius (Chelonethida, Chthoniidae). American Museum Novitates, no 2234, p. 1-27 (texte intégral).